# Call of Juarez
Call of Juarez es un  videojuego de disparos en primera persona ambientado en un entorno wéstern desarrollado por Techland. Publicado en Europa para Microsoft Windows por Focus Home Interactive en septiembre de 2006, en Australia por Auran Development en octubre de 2006 y en Norteamérica por Ubisoft en junio de 2007, fue portado a Xbox 360 por Techland en junio de 2007, publicado en todo el mundo por Ubisoft. El juego también fue lanzado en Steam. En marzo de 2011, estuvo disponible en Xbox Live y en noviembre de 2018, se lanzó en GOG.com. Es el primer juego de la serie Call of Juarez, que incluiría tres títulos adicionales; Call of Juarez: Bound in Blood (una precuela del primer juego), Call of Juarez: The Cartel (ambientado en la actualidad) y Call of Juarez: Gunslinger (narrativamente sin relación con los demás, pero regresa al entorno wéstern).
El juego cuenta la historia de Billy 'Candle' y Ray McCall, un ex pistolero convertido en predicador. Después de dos años en Juárez buscando sin éxito el misterioso "Oro de Juárez", Billy regresa a su ciudad natal de Hope, Texas, cerca de la frontera con México. Sin embargo, cuando llega a su granja, encuentra que su madre y su padrastro han sido asesinados, y "Call of Juarez" escrito en un granero con su sangre. Creyendo erróneamente que Billy es el asesino, Ray (su tío adoptivo) abandona su papel de predicador del pueblo y se propone vengar sus muertes matando a Billy, mientras el propio Billy intenta averiguar quién cometió los asesinatos y por qué.
Originalmente llamado Lawman, Call of Juarez se concibió inicialmente como una reacción a los videojuegos de la Segunda Guerra Mundial y ciencia ficción que dominaban el género de disparos en primera persona. Los diseñadores se inspiraron en una variedad de películas, programas de televisión y literatura de temática wéstern, así como en algunas historias y figuras de la vida real. El juego se creó con el motor de videojuego interno de Techland, Chrome Engine. Para el lanzamiento posterior de Xbox 360, se realizaron numerosas mejoras gráficas y se cambiaron algunos elementos del juego, lo que redujo la cantidad de sigilo en los niveles de Billy. La versión de lanzamiento para PC en América del Norte incorporó muchos de estos cambios gráficos y de jugabilidad, y fue uno de los primeros juegos de PC optimizados para Windows Vista y DirectX 10. Techland también lanzó un parche que permitía a aquellos que poseían la versión DirectX9 original del juego actualizar a la versión DirectX10.
Call of Juarez recibió críticas mixtas, y la mayoría de los críticos elogiaron los niveles de Ray y la mecánica general de tiro, pero encontraron que los niveles de Billy eran significativamente inferiores, especialmente las secciones de plataformas y la implementación del látigo. La IA enemiga también fue criticada. Por otro lado, muchos críticos quedaron impresionados con la forma en que el juego recreaba un auténtico tono wéstern y, en general, se elogió la actuación de voz de Marc Alaimo como Ray. Aunque el juego no se vendió muy bien en América del Norte, le fue mejor en Europa, y Techland lo citó como "ponernos en el mapa".

## Jugabilidad
Call of Juarez es un videojuego de disparos en primera persona en el que el jugador controla a protagonistas alternos: Billy 'Candle' y Ray McCall, cada uno de los cuales tiene un estilo de jugabilidad diferente. Los niveles de Billy están parcialmente basados en el sigilo, mientras que los de Ray son videojuegos de disparos más tradicionales.
Aunque el estilo de juego de cada personaje es diferente, controlarlos es bastante similar. Cada uno comparte un HUD idéntico, con la misma información disponible para el jugador. Ambos pueden ser pistolas de una o dos empuñaduras, y otras armas de una sola empuñadura, como rifles.  Ambos también pueden interactuar con ciertos objetos, como puntos de salud (en la versión de Xbox 360, la salud se regenera automáticamente con el tiempo), munición y armamento. Ambos personajes también pueden arrojar dinamita y pueden iniciar incendios arrojando o disparando lámparas de aceite. Ambos son capaces de combatir cuerpo a cuerpo, aunque Ray puede recoger elementos como sillas y arrojárselos a los enemigos o usarlos como armas cuerpo a cuerpo. Ambos también pueden montar a caballo, desde los cuales pueden disparar y entrar en modo galope. El modo de galope solo se puede mantener durante un tiempo determinado antes de que el caballo se canse.
La principal diferencia entre los dos personajes es que Ray es más fuerte y más lento, y aunque no puede saltar tan alto como Billy, puede patear obstáculos pesados y recibir mucho más daño del fuego enemigo, debido a que lleva una coraza. Billy puede moverse más rápido que Ray y es más silencioso, lo que le permite acercarse sigilosamente a los enemigos. También puede agarrarse a las repisas y levantarse. Billy también puede usar dos armas que Ray no puede: un arco y un látigo. Cuando Billy usa el arco, el juego pasa automáticamente a cámara lenta durante un período de tiempo determinado.  Esta es la única arma en el juego que permite asesinatos silenciosos. El látigo es un arma muy débil y se usa principalmente para ayudar a Billy a escalar o saltar grandes brechas, atando árboles cercanos. Único en Ray es su capacidad de disparar rápidamente un solo arma de seis tiros (abanico) y su habilidad para blandir una Biblia. Si el jugador presiona el botón de disparo de la mano que sostiene la Biblia, Ray citará un pasaje bíblico al azar. Ocasionalmente, esto hará que los enemigos entren en pánico y suelten sus armas, se congelen o huyan por completo.
Otra diferencia importante es que al controlar a Ray, el jugador tiene acceso al "modo de concentración". Durante el combate, cuando saca cualquiera de las pistolas, el modo de concentración se activa automáticamente y el juego pasa a cámara lenta, con dos retículas de orientación que aparecen a cada lado de la pantalla, cada una moviéndose hacia el centro. El jugador no puede controlar el movimiento de ninguna de las retículas, ni puede mover al personaje durante el modo de concentración, pero puede controlar la posición de la pantalla, lo que le permite maniobrar la postura de Ray para disparar cuando las retículas pasan sobre un enemigo. Los jugadores también pueden disparar independientemente con su arma izquierda o derecha, o con ambas simultáneamente. Los niveles de Ray también involucran numerosos duelos entre él y uno o más enemigos. En estos tiroteos, el jugador debe esperar una cuenta regresiva, momento en el cual el enemigo alcanzará su arma. Solo entonces Ray puede sacar su propia arma y disparar. Para sacar el arma de Ray, el jugador debe mover el mouse/stick analógico hacia abajo y luego moverlo hacia arriba, momento en el que aparece una retícula en la pantalla que se puede controlar normalmente. El movimiento del personaje durante los duelos se limita a inclinarse hacia la izquierda y hacia la derecha.
A diferencia de los niveles de Ray, los de Billy presentan un elemento de jugabilidad sigilosa. Billy puede moverse de forma totalmente silenciosa mientras está en modo furtivo y puede esconderse en arbustos y sombras. Cuando lo hace, queda oculto a la vista del enemigo y el icono de su personaje en el HUD se oscurece para mostrar que no se le puede ver. A menudo, incluso si es visto, si puede esconderse lo suficientemente rápido, escapará a la detección permanente.

### Multijugador
El modo multijugador del juego está disponible a través de LAN y en línea en Microsoft Windows, y a través de System Link y Xbox Live en Xbox 360. Tanto la versión de Windows como la de Xbox 360 incluyen "Deathmatch", "Skirmish" (deathmatch por equipos), "Robbery" ( el equipo designado como "Forajidos" debe encontrar el oro oculto y devolverlo a una "zona de escape" sin ser atrapado por el equipo designado como "Hombres de la ley") y "Fiebre del oro" (el oro se esparce por el mapa; al final de un tiempo específico, gana el jugador que haya recogido más oro).
La versión de Xbox 360 también incluye "Capture the Bag " (cada equipo tiene una bolsa de oro. Para ganar, un equipo debe capturar la bolsa del otro equipo y devolverla a su propia base), "Se busca" (se designa aleatoriamente a un jugador como el jugador "buscado", y otros jugadores solo pueden sumar puntos matando a este jugador en particular. Una vez que el jugador buscado muere, el jugador que lo mató se convierte en el jugador buscado. El jugador con más puntos al final del juego gana) y "Eventos famosos" (escenarios de juegos basados en eventos de la vida real, como el tiroteo en el O.K. Corral, el robo del tren de Wilcox, el robo del banco de Coffeyville y escenarios basados en robos cometidos por Jesse James y Butch Cassidy's Wild Bunch).
Tanto la versión del juego para Windows como la de Xbox 360 incluyen cuatro clases multijugador: "Rifleman" (empuña dos revólveres y un rifle), "Gunslinger" (empuña dos revólveres y varios cartuchos de dinamita), "Miner" (empuña un revólver, una escopeta y una dotación completa de dinamita), y "Sniper" (empuña un revólver y un rifle de francotirador).

## Trama
El Oro perdido de Juárez supuestamente fue el rescate de Moctezuma II, rehén de los 
conquistadores en Tenochtitlan, pero desapareció después de la caída de la ciudad, y algunos creyeron que estaba enterrado cerca de la ciudad de Juárez. La leyenda dice que Huitzilopochtli lanzó una maldición sobre el oro, haciendo que todos los que lo buscan caigan en la locura. Esta locura es conocida como la Llamada de Juárez.
Texas, 1882. Billy 'Candle', de diecisiete años, regresa a casa después de dos años infructuosos de buscar el oro. Aunque está emocionado de ver a su madre Marisa, no tiene ningún deseo de ver a su padrastro Thomas, quien solía golpearlo a diario. Billy no sabe quién es su verdadero padre, obtuvo su apodo de un medallón con una vela grabada en él, que le dio Marisa. Mientras tanto, el reverendo Ray McCall está dando un sermón en la ciudad. Se rumorea que una vez fue un pistolero, Ray es el hermano mayor de Thomas y ahora el predicador local. Alertado por disparos en la granja de Thomas, Ray llega y encuentra a Thomas y Marisa muertos, las palabras "Call of Juarez" escritas en la pared con su sangre, y Billy parado sobre los cuerpos. Billy entra en pánico y huye, con Ray asumiendo que él es el asesino. Creyendo que Dios le ha asignado la tarea, Ray se propone localizar a Billy.
Billy viaja de polizón en un tren que se dirige a San José, hogar de Molly Ferguson, una joven con la que tuvo una relación un año antes. Con Ray persiguiéndolo de cerca, Billy llega al rancho Ferguson y se cuela dentro para hablar con Molly. Mientras tanto, Ray se encuentra con un grupo de Rangers de Texas con una orden de arresto contra Billy. Ray los ayuda mientras asaltan el rancho, persiguen a Billy y le disparan, luego de lo cual cae de un acantilado a un río. Ray regresa al rancho y descubre que los guardabosques son en realidad pistoleros a sueldo, y han matado a todos excepto a Molly, a quien han tomado cautiva. Pensando que Billy está muerto, Ray se pregunta si se equivocó con los asesinatos y promete redimirse salvando a Molly.
Mientras tanto, Billy sobrevive a su caída pero pierde su medallón. Un nativo americano llamado Calm Water lo cuida hasta que recupera la salud y le aconseja que acepte quién es y abrace su destino. Sin embargo, llegan los sicarios, matan a Calm Water y se llevan a Billy cautivo. Mientras tanto, Ray se entera de que se dirigen a Juárez, lo que lo lleva a reflexionar "entonces, los eventos han cerrado el círculo".
En una celda de Juárez, Billy conoce a Juan 'Juárez' Mendoza, para quien trabajan los sicarios. Él revela que es el padre de Billy y explica que diecisiete años antes, Marisa, embarazada, robó el medallón y lo dejó por Thomas. Como el medallón es la clave para localizar el oro, Mendoza lo ha estado buscando desde entonces. Billy dice que perdió el medallón en el río, pero Mendoza no le cree y lo envía al desierto, amenazando con matar a Molly si Billy no encuentra el oro en una hora. Usando su memoria de la forma del medallón y una historia que Marisa le contó cuando era niño, Billy localiza el oro, pero Mendoza lo sigue e intenta matarlo. Billy huye y es rescatado por Ray, quien le dice que se ponga a salvo mientras salva a Molly. Ray luego revela su propia historia de fondo. Tanto él como Thomas se enamoraron de Marisa poco después de conocerla, a pesar de que era la mujer de Mendoza. Ella eligió a Thomas sobre Ray, huyendo a las cavernas en las que estaba escondido el oro, pero Ray los localizó. Su hermano menor, William, un sacerdote, intentó intervenir, pero Ray lo mató. Ese día renunció a la violencia y abrazó a Dios. Aceptando que el oro está maldito, él, Marisa y Thomas lo dejaron atrás y sellaron la caverna.
Ray asalta el alcázar y se abre camino hasta Molly, pero Mendoza los atrapa dentro y prende fuego a la celda. Billy regresa, apaga el fuego y dispara a Mendoza. Sin embargo, cuando Ray sale de la celda, aparece Mendoza y le dispara, revelando que llevaba una armadura. Se burla de Billy diciendo que todos los hombres que envió a Hope violaron a Marisa, y cuando Billy muera, Mendoza hará lo mismo con Molly. Mientras Ray agoniza, reza para que sus acciones no conduzcan a la muerte de Billy y Molly, y recupera su fuerza justo cuando Mendoza está a punto de apuñalar a Billy por la espalda. Como último acto, Ray mata a Mendoza antes de agradecer a Dios por la oportunidad de redimirse.
Al final, Billy y Molly entierran a Ray en un cementerio cercano. Allí, Billy está decidido a seguir el consejo de Calm Water: dejar de huir de su destino y de su verdadero yo.

### Misiones de bonificación
La historia sigue a un ayudante del sheriff de Texas sin nombre que persigue a una banda de cuatreros asesinos y asume su papel como sheriff interino en la pequeña ciudad de Round Rock. Siguiendo a la pandilla a una granja, los ve prender fuego a la casa, pero puede apagar las llamas y rescatar a la mujer y al niño encerrados dentro. Alcanza a la pandilla en el borde de un bosque y se produce un tiroteo, y el oficial puede matar a varios de ellos, antes de que los demás huyan. Tres días después, los rastrea hasta un asentamiento abandonado. Inmediatamente es atacado, pero puede eliminarlos uno por uno hasta que solo sobrevive el líder. Impresionado con las habilidades del diputado, sugiere que se unan, pero el diputado se niega. En el duelo posterior, el líder muere.
El diputado luego se dirige a Round Rock para servir como alguacil interino. Al llegar, encuentra una carta del alcalde que le dice que Vásquez, el líder notoriamente violento de una banda de ladrones y cuatreros, se queda en la ciudad con sus hombres. Poco después, los hombres de Vásquez comienzan a disparar contra el salón. En un tiroteo, el diputado los mata a todos, excepto a Vásquez, a quien arresta. Con Vásquez bajo custodia, el comisionado del condado Grizzwald envía un equipo de cuatro hombres para escoltarlo a El Paso para ser juzgado. Sin embargo, apenas han dejado la ciudad, cuando son atacados por bandidos. Con la ayuda del diputado, regresan a la ciudad y el diputado concluye que alguien debe haber avisado a los bandidos. Luego, Vásquez le dice al diputado que los bandidos trabajan para Grizzwald y que Grizzwald ha estado tomando una parte de las ganancias de Vásquez durante los últimos cinco años. Ahora Grizzwald quiere a Vásquez fuera de escena. Se lanza un ataque contra el pueblo y Vásquez muere. El diputado logra matar a los bandidos y Grizzwald reconoce lo impresionado que está. En un duelo, el diputado mata a Grizzwald. Sin embargo, nadie más escuchó a Vásquez decirle al oficial que Grizzwald era corrupto y, sin pruebas que respalden la afirmación, el oficial se da cuenta de que lo acusarán de asesinato. En lugar de regresar a El Paso, se dirige a México, donde se da a la fuga.

## Desarrollo

### Orígenes
Call of Juarez fue anunciado por Techland en el E3 en mayo de 2004, bajo el nombre de Lawman. En marzo de 2005, revelaron que el nombre del juego había sido cambiado a Call of Juarez, y con ese cambio, el estilo de jugabilidad también cambió. Según el productor Paweł Zawodny,

al principio, se suponía que el juego era un juego de disparos de ritmo rápido, con una clara sensación de arcade. Se caracterizó perfectamente [como] "impulsado por la acción, con una jugabilidad basada en disparos rápidos y precisos". Finalmente, sin embargo, hemos decidido alejarnos del juego arcade simple, y en su lugar tenemos un juego de disparos profundo realmente serio, con un fuerte enfoque en la trama. Tratamos el proyecto con la más alta prioridad y queremos que el juego sea visto como un jugador serio en el mercado de disparos FPP, a pesar de la acción temática del Viejo Oeste.

Techland estaba especialmente interesado en hacer un juego de disparos en primera persona específicamente con temática Wéstern, ya que sentían que el género FPS se había vuelto demasiado dominado por los juegos de la Segunda Guerra Mundial y ciencia ficción. Revelaron que una parte importante del juego involucraría duelos, y los jugadores necesitarían reflejos rápidos para ganar, al igual que los pistoleros de la vida real de la época. Los diseñadores también llevaron a cabo una extensa investigación para el juego; por ejemplo, las armas actúan de la forma en que lo hicieron las armas reales de la época, y la ropa, la flora, la fauna y la arquitectura son precisas para las ubicaciones durante la época en que el juego está establecido. También trabajaron con expertos en equitación para garantizar que las escenas con caballos fueran lo más realistas posible. Zawodny creía que el juego proporcionaría a los jugadores "un nuevo nivel de jugabilidad emergente".

### Tecnología
Hablando del motor físico del juego, Zawodny explicó:

Vamos a simular no solo cuerpos rígidos y física ragdoll, sino también otros fenómenos físicos, como el comportamiento de líquidos y gases (incluidos los inflamables). Esto conduce a nuevos tipos de jugabilidad sobresalientes, como la posibilidad de controlar la propagación del fuego una vez que conoces la dirección del viento, o incluso asustar a los enemigos para que salgan de sus escondites con humo bien dirigido.

En relación con los gráficos del juego, Call of Juarez utilizaba una nueva versión del motor de videojuego interno de Techland, el Chrome Engine. Desde su introducción en 2003, Chrome había sufrido varias actualizaciones y para esta nueva versión (Chrome Engine 3), Techland había estado trabajando con NVidia para incorporar el Shader Model 3.0. Esta versión del motor también permite técnicas de iluminación por píxel y renderizado, como el mapeado normal, el sombreado de Phong, la modeliluminación Blinn, el mapeado de desplazamiento virtual, el mapeado de sombras, el mapeado de entorno HDR y efectos de posprocesamiento como la profundidad de campo mejorada, los blooms de luz, la refracción y la distorsión por calor. El motor también facilitaba efectos de viento, alteraciones de las propiedades de los objetos al interactuar con los líquidos, simulación y animación de la vegetación, los gases y el humo basados en el Shader Model 3.0, y cambios en el día y la posición de la iluminación global.
El juego también vendría con ChromeEd; una "herramienta de autor eficaz y fácil de usar para crear no solo los propios mapas del usuario, sino también modificaciones completamente nuevas. Las herramientas completas del usuario estarán disponibles para la creación de casi todos los aspectos del juego y se dejarán a la imaginación de los usuarios".

### Influencias

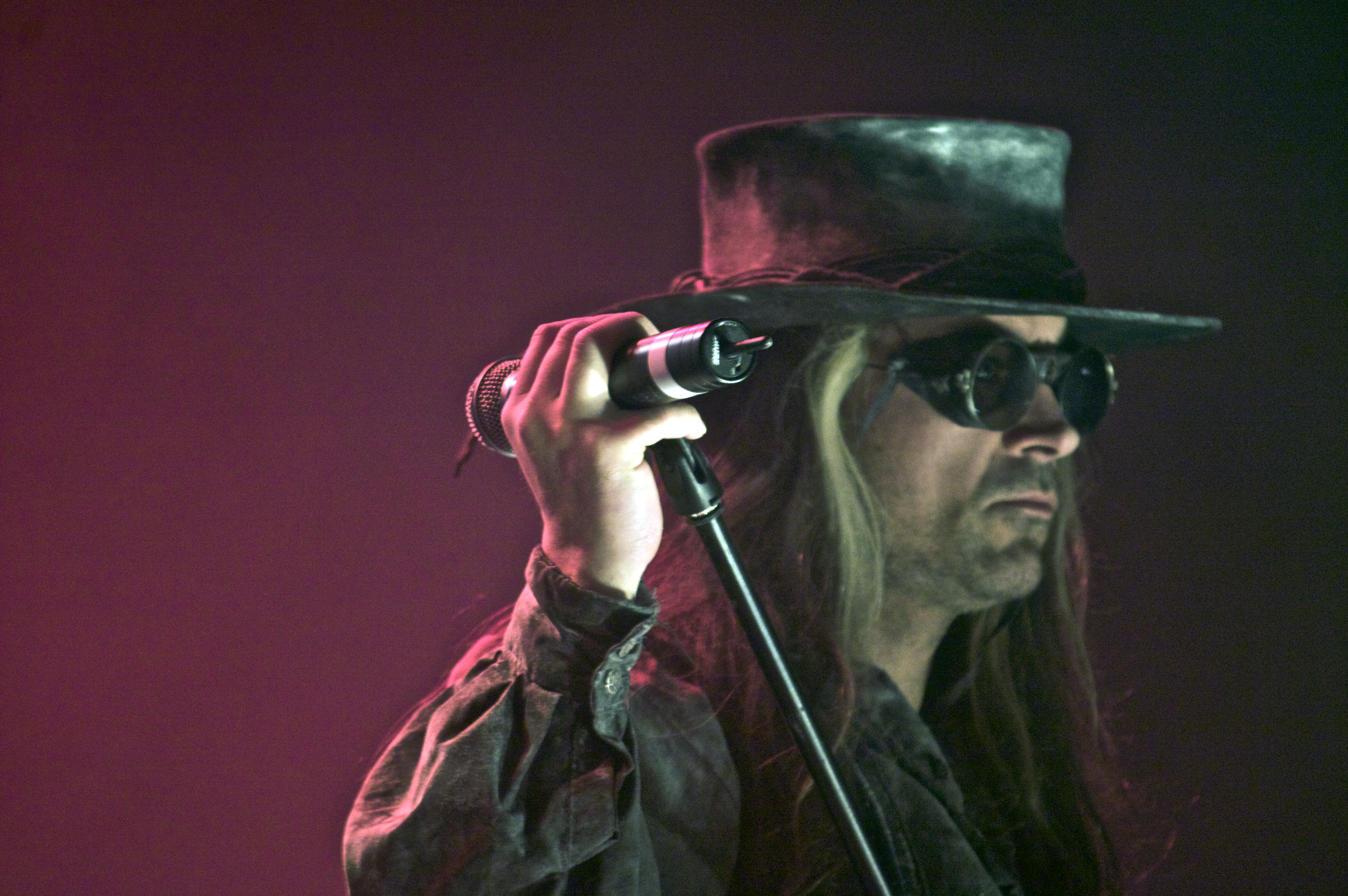
La aparición de Ray McCall en el juego se inspiró parcialmente enCarl McCoy(en la foto), cantante principal deFields of the Nephilim.

El guion del juego fue escrito por Haris Orkin y Paweł Selinger (que también fue el diseñador principal y el artista principal del juego). Selinger ideó el esquema básico de la trama y los personajes, y Orkin escribió los diálogos y los detalles de la historia, manteniéndose en contacto con Techland desde Los Ángeles. Él y Selinger citan las películas The Searchers (1956), de John Ford, Nevada Smith (1966), de Henry Hathaway, y El jinete pálido (1985) y Unforgiven (1992), de Clint Eastwood, como influyentes en el tono del juego, con el personaje de Ray parcialmente inspirado en Will Munny (Clint Eastwood) en Unforgiven. El personaje también se inspiró en el personaje de Saint of Killers de la serie Predicador de Garth Ennis (1995-2000), y en Just a Pilgrim (2001) de Ennis. Visualmente, Ray se basó en Carl McCoy, vocalista de Fields of the Nephilim.
Para el diseño de los personajes mexicanos, Selinger cita la Trilogía del dólar de Sergio Leone. También afirma que "casi todos los personajes del juego se basan en algún personaje Wéstern, incluso usamos al Dr. Quinn como inspiración".

### Lanzamiento
En abril de 2006, Ubisoft firmó los derechos de publicación para el lanzamiento norteamericano del juego. El juego fue publicado en Europa por Focus Home Interactive, y en Australia por Auran Development. Poco después de su lanzamiento en Australia, Auran celebró dos grandes torneos multijugador: uno en Games 1 Expo y el otro en eGames and Entertainment Expo.
La versión del juego para Microsoft Windows se lanzó en Europa en septiembre de 2006 y en Australia en octubre de 2006. La versión norteamericana no se lanzó hasta junio de 2007, ya que se retrasó para que se lanzara junto con el puerto Xbox 360. Techland aprovechó este tiempo para hacer algunos cambios en el juego; a diferencia de la versión europea, que solo admitía DirectX 9.0c y estaba pensada para ejecutarse en Windows 2000 o Windows XP, la versión norteamericana se optimizó para Windows Vista y DirectX 10, uno de los primeros juegos de PC optimizados para el nuevo sistema operativo. Poco después del lanzamiento en América del Norte, Techland lanzó un parche de mejora de DirectX 10 para todas las versiones del juego, agregando elementos como sombreador de geometría, sombras dinámicas, iluminación de alto rango dinámico y mapeo de oclusión de paralaje. El parche también presentó los rediseños de la jugabilidad introducidos para la versión de Xbox 360. La versión de DirectX 10 también se lanzó en Steam y en 2018 estuvo disponible en GOG.com.

### Versión de Xbox 360
Lanzada en todo el mundo en junio de 2007, la versión para Xbox 360 de Call of Juarez fue portada por Techland y publicada por Ubisoft. Originalmente pensado como un título multiplataforma para PC y la Xbox original, durante el desarrollo, Techland eligió portar el juego a la Xbox 360 recién lanzada en su lugar. Zawodny explicó que,

cuando se lanzó la Xbox 360, todos aprendimos rápidamente que no solo era una plataforma para competir con la PC en términos de tecnología (rendimiento y gráficos), sino que también tenía un potencial gráfico aún mayor. Los juegos de disparos en primera persona lanzados recientemente para Xbox 360 también demostraron que el juego en el mando puede ser tan fluido y gratificante como con un mouse de PC. A fin de cuentas, las dos plataformas que tenían más sentido para un FPS ambientado en el Viejo Oeste eran la Xbox 360 y la PC. Call of Juarez, con su modo "full akimbo", también parecía ideal para consolas debido a los dos gatillos que te dan una idea real de lo que es manejar dos pistolas de seis disparos.

Al comparar la versión de Xbox con la versión original para PC antes del parche de DirectX 10, Zawodny dijo que habría una mejora gráfica considerable; "Exprimimos todo lo posible de los sombreadores de píxeles y vértices de Xbox 360. Hay iluminación de alto rango dinámico, suavizado espacial, mapeado topológico en casi todo, mapeo de relieve en muchos objetos y dispersión del subsuelo, solo por mencionar algunos términos técnicos". También reveló que la versión de Xbox utilizaría Xbox Live y System Link para el modo multijugador y los logros de Gamerscore para los modos individual y multijugador. También incluiría tres nuevas misiones para un jugador con su propia historia independiente ("Granja", "Pueblo fantasma" y "Enfrentamiento en Round Rock"), un modo de duelo en el que el jugador puede batirse en duelo con los enemigos de la campaña. y modos y mapas multijugador adicionales.
Además, Techland reconstruyó algunos de los niveles de Billy (incluido el nivel inicial del juego), reduciendo los elementos de sigilo e incorporando más escenas de persecución centradas en la acción. Hablando de los cambios de la versión para PC, el gerente principal de productos de Techland, Paweł Kopiński, afirma:

Para la versión X360, implementamos una nueva animación de captura de movimiento (la mayoría de las escenas se volvieron a grabar con captura de movimiento) y la apariencia del juego cambió drásticamente. Ahora se ve aún mejor y tiene un ambiente aún mejor. Todos los niveles han sido nuevamente evaluados paso a paso en términos de jugabilidad, atractivo y comprensibilidad. En casi cada paso hicimos cambios más grandes o más pequeños que mejoraron la recepción de cada nivel. Algunos de ellos fueron casi rehechos desde cero. El comienzo reconstruido del juego cambia drásticamente la primera impresión.

El juego estuvo disponible en Xbox Live en marzo de 2011.

## Recepción
Call of Juarez recibió "críticas mixtas o promedio" en ambos sistemas; la versión para PC tiene una puntuación total de 72 sobre 100 en Metacritic, según veinticinco reseñas y la versión para Xbox 360 tiene una puntuación de 71 sobre 100, según treinta y siete reseñas.
Kieron Gillen de Eurogamer calificó la versión para PC con 8 sobre 10, elogió la estructura de niveles alternos y calificó el juego como "un tirador de vaqueros tan bueno como el que he jugado". Concluyó, "de todos los juegos de vaqueros en los últimos años, Call of Juarez es el que más se siente como si tuviera un alma [...] Es un juego que sientes que alguien realmente se preocupó por hacer". Tom Bramwell también calificó la versión de Xbox 360 con un 8 sobre 10, elogiando los modos multijugador y las mejoras gráficas con respecto a la versión para PC. Aunque criticó el uso del látigo de Billy, que consideró "innecesariamente complicado", escribió que el juego "ha dado nueva vida a un área del género FPS donde muchos desarrolladores se han rendido".
Mark Morrow, de PALGN, calificó la versión para PC con 7.5 sobre 10. Encontró que los niveles de Ray eran "absolutamente geniales", pero los de Billy eran "absolutamente aburridos". Aunque elogió el tono y la actuación de voz, criticó los controles y los niveles excesivamente lineales y concluyó que "los conceptos básicos de los juegos de disparos en primera persona están en su lugar, pero no lo esencial". Sin embargo, también encontró que era un "juego notablemente divertido". Luke Van Leuveren calificó la versión de Xbox 360 con un 7 sobre 10. Llamó a los niveles de Billy "tediosos" y también criticó las secciones de plataformas en primera persona y el uso del látigo. Las misiones de Ray, por otro lado, le parecieron "brillantemente divertidas". También elogió la escritura y concluyó: "Los niveles de Ray son lo suficientemente sólidos como para recomendar Call of Juarez".
Alex Navarro de GameSpot calificó la versión para PC con 7 sobre 10 y la versión para Xbox 360 con 7.4 sobre 10, y calificó el juego como "un ejercicio de género bien hecho". Si bien elogió los niveles de Ray, criticó los de Billy (especialmente la implementación del látigo y las secciones de plataformas). Sin embargo, en última instancia, concluyó, "hace lo suficiente para trascender sus diversos problemas y convertirse en un juego de disparos agradable". Jon Blyth de PC Zone anotó el juego 70/100. Elogió la actuación de voz, el tono y la estructura de niveles alternos, escribiendo, "hay talento en la narración". Sin embargo, descubrió que el modo de concentración hacía que el juego fuera demasiado fácil. También criticó a la IA enemiga, pero escribió sobre el juego, "tiene numerosos problemas, pero hay algo debajo de todas sus fallas que puedo perdonar".
Dan Adams de IGN calificó la versión para PC con 6.8 sobre 10. Elogió la actuación de voz y los niveles de Ray, pero criticó a Billy, especialmente la implementación del látigo y las secciones de plataformas (que calificó de "horribles"). También sintió que el modo de concentración estaba "muy usado en exceso". Concluyó que "una mecánica de tiro básica y sólida no es suficiente para hacer que un juego aceptable sea bueno". Jonathan Miller calificó una puntuación de 7.5 sobre 10 en la versión de Xbox 360. Él también prefería los niveles de Ray y, gráficamente, encontró que el juego era "sólido", citando la iluminación y las sombras como "especialmente bien hechas". Sin embargo, también notó casos de aliasing, desgarro vertical y pop-in. También elogió la atmósfera, la banda sonora, la actuación de voz y la variedad de estilos de juego, calificándolo como "uno de los Wésterns más divertidos hasta la fecha". En su revisión australiana de la versión de Xbox 360, Bennett Ring obtuvo una puntuación de 8,1 sobre diez y elogió las mejoras realizadas para el puerto. Aunque encontró algunos de los niveles de Billy "innecesariamente frustrantes", finalmente sintió que es "un juego que no tiene miedo de correr riesgos".
Cameron Lewis, de la Official Xbox Magazine, calificó el juego con 6 sobre 10 y escribió: "el juego revela algunas ideas interesantes, pero ninguna cumple su promesa". Criticó el uso del látigo, las secciones de plataformas y la IA enemiga. Aunque le gustaban los niveles de Ray, concluyó, "en la práctica, no hay nada que lo distinga del resto de la multitud de tiradores en 360". Thierry Nguyen de GameSpy calificó la versión para PC con 2.5 sobre 5, calificándola de "bien intencionada pero en última instancia defectuosa". No le gustaban los niveles de Billy, especialmente las secciones de plataformas y el uso del látigo. En los niveles de Ray, descubrió que el modo de concentración hacía que el juego fuera demasiado fácil. Concluyó, "las plataformas realmente descuidadas y el movimiento de cajas, que ocupan una buena parte del juego, ponen un gran freno a cualquier alegría que podamos encontrar disparando a bandidos y vaqueros". Sterling McGarvey también calificó la versión de Xbox 360 con 2.5 sobre 5, lo que sugiere que no logró capturar "el ambiente y la autenticidad del período histórico". Elogió la mecánica de disparo, pero criticó el látigo y escribió que el juego "se siente [como] una versión de última generación del deslucido Dead Man's Hand".

### Ventas
El juego no se vendió bien en América del Norte, moviendo solo 137 000 unidades tanto para PC como para Xbox 360. Sus ventas en Europa fueron considerablemente mejores, y Techland reconoció que el juego los puso en el mapa como un desarrollador reconocido mundialmente. En general, el juego se vendió lo suficientemente bien como para que Techland y Ubisoft establecieran la franquicia Call of Juarez.